# Consertador
O Consertador (Tinkerer no original) é o alterego de Phineas Mason, é um personagem de histórias em quadrinhos da Marvel Comics, vilão no universo do Homem-Aranha, cuja primeira aparição se deu no Amazing Spider-Man #2. No Brasil ele também já foi chamado de Reparador (EBAL) e Remendão (Bloch Editores).

## História
Como o Abutre, Phineas Mason, o Consertador, é um dos mais idosos inimigos do Homem-Aranha. Curiosamente, em sua primeira aparição na Amazing Spider Man#2 (na mesma edição que o Abutre!) ele foi mostrado como um invasor alienígena disfarçado (!), mas isso mais tarde foi revelado ser uma armação do vilão Mysterio.
Mais inteligente que a média dos vilões, o Consertador não tem o hábito de cometer crimes diretamente. Ao invés, ele sobrevive vendendo armas e apetrechos ultra-tecnológicos a vilões de segunda linha, como o Besouro. Isso o fez ter muito poucos embates com o Homem-Aranha, embora seja um de seus adversários mais antigos. Seu momento de glória foi quando lançou o Aranha-móvel contra o herói...
Tendo mais afeição por máquinas do que por seres humanos, ele certa vez construiu um robô assistente de aparência humana chamado Toy, a quem tratava como um filho. Este foi destruído pelo Homem-Aranha.
Em Gênese, John Byrne tenta conciliar a primeira aparição do Consertador (como alienígena) com as revelações posteriores de que tudo teria sido uma encenação de Mysterio. O resultado final soa tão artificial quanto essa ideia pareceu quando foi revelada a primeira vez...

## Em outras mídias

### Cinema
O vilão aparece, ajudando o Abutre a construir sua roupa tecnológica, no filme Spider-Man: Homecoming e sendo interpretado pelo ator Michael Chernus .

## Jogos
- 2020 : Marvel's Spider-Man: Miles Morales : interpretada por Jasmin Savoy Brown